# Centaurea microlonchoides
Centaurea microlonchoides — вид квіткових рослин айстрових (Asteraceae). Ендемік півдня Ірану.